# Шрёдер, Юрген
Юрген Шрёдер (нем. Jürgen Schröder; род. 6 марта 1940, Зелёна-Гура) — западногерманский гребец, выступавший за сборную Германии по академической гребле в середине 1960-х годов. Серебряный призёр летних Олимпийских игр в Токио, двукратный чемпион Европы, победитель и призёр первенств национального значения.

## Биография
Юрген Шрёдер родился 6 марта 1940 года в Грюнбурге (ныне Любушское воеводство Польши).
Занимался академической греблей в Ратцебурге в местном гребном клубе «Рацбургер» под руководством тренера Карла Адама.
Наибольшего успеха в своей спортивной карьере добился в сезоне 1964 года, когда вошёл в основной состав национальной сборной ФРГ и побывал на чемпионате Европы в Амстердаме, откуда привёз награду золотого достоинства, выигранную в восьмёрках. Благодаря череде удачных выступлений удостоился права защищать честь страны на летних Олимпийских играх в Токио — здесь в составе экипажа-восьмёрки, куда также вошли гребцы Клаус Эффке, Клаус Биттнер, Карл-Генрих фон Гроддек, Клаус Беренс, Ханс-Юрген Валльбрехт, Юрген Плагеман, Хорст Майер и рулевой Томас Аренс, с первого места благополучно преодолел предварительный квалификационный этап, но в решающем финальном заезде более пяти секунд уступил команде США и таким образом завоевал серебряную олимпийскую медаль.
После токийской Олимпиады Шрёдер ещё в течение некоторого времени оставался действующим спортсменом и продолжал принимать участие в крупнейших международных регатах. Так, в 1965 году он отметился выступлением на чемпионате Европы в Дуйсбурге, где вместе со своими соотечественниками вновь превзошёл всех соперников в восьмёрках.
Впоследствии получил степень в области права и работал личным секретарём Вилли Дауме, президента национального олимпийского комитета Западной Германии и организационного комитета Олимпийских игр 1972 года в Мюнхене. Позже возглавил маркетинговое агентство в Мюнхене, был консультантом по маркетингу в Западногерманской гребной ассоциации.